# Hydrorion
Hydrorion brachypterygius
Genre
Espèce
Synonymes
- Microcleidus brachypterygius Grossmann, 2007
- Plesiosaurus brachypterygius (von Huene, 1923)

Hydrorion est un genre fossile de plésiosaures ayant vécu durant l'étage Toarcien du Jurassique inférieur dans ce qui est aujourd'hui l'Allemagne. Tous les fossiles actuellement attribués au taxon proviennent de la formation géologique des argiles à Posidonies, dans le land du Bade-Wurtemberg. Une seule espèce est connue, Hydrorion brachypterygius, décrit à l'origine comme appartenant à Plesiosaurus par le paléontologue Friedrich von Huene en 1923, avant de se voir attribuer son propre genre par Franziska Grossmann (d) en 2007. C'est un petit représentant des plésiosaures, le plus grand spécimen connu mesurant seulement 4 m.